# Backwoods Barbie
Backwoods Barbie è il quarantaduesimo album in studio della cantante statunitense Dolly Parton e il primo pubblicato dall'etichetta discografica fondata da Parton, la Dolly Records. 
Il titolo dell'album e del brano omonimo è un riferimento alla celebre bambola Barbie prodotta da Mattel, vista come simbolo dell'ideale di bellezza glamour che Parton ha più volte ammesso di aver cercato di emulare nella creazione del proprio look. L'album segna un distacco dal sound folk e bluegrass dei lavori subito precedenti e un ritorno ad un sound più tradizionale country.

## Il disco
Backwoods Barbie viene classificato come album di genere country "mainstream". Contiene tre cover e nove composizioni originali di Parton. L'album ebbe un buon successo di vendite, entrando in classifica alla posizione 48 e poi salendo fino alla seconda posizione. Nella seconda settimana vendette circa 27 000 copie. L'album ha venduto complessivamente oltre 200 000 copie negli Stati Uniti.
Il primo singolo, Better Get to Livin', fu pubblicato nel settembre 2007 su iTunes e raggiunse la posizione 48 sulla classifica "Hot Country Songs" di Billboard; il video, realizzato da Amy Sedaris, ebbe un buon successo nelle classifiche settimanali di CMT. Il secondo singolo, Jesus & Gravity, ebbe anch'esso un discreto successo, raggiungendo la posizione 56. Meno fortunato fu il terzo singolo, Shinola, che non entrò in classifica; tuttavia, il corrispondente video ottenne dei buoni risultati, ottenendo la prima posizione fra i video più trasmessi sul canale di CMT dedicato al country. Il video di maggior successo dell'album risultò comunque il quarto, Drives Me Crazy (cover del brano She Drives Me Crazy dei Fine Young Cannibals) che si posizionò in posizione 35.
Il tour promozionale dell'album toccò Stati Uniti, Canada ed Europa.

## Tracce
Tutti i brani sono di Dolly Parton eccetto dove altrimenti specificato.
1. Better Get to Livin' (Dolly Parton e Kent Wells)
2. Made of Stone
3. She Drives Me Crazy (Roland Gift e David Steele)
4. Backwoods Barbie
5. Jesus & Gravity (Betsy Ulmer e Craig Wiseman)
6. Only Dreamin'
7. The Tracks of My Tears (Smokey Robinson, Warren Moore e Marvin Tarplin)
8. The Lonesomes
9. Cologne
10. Shinola
11. I Will Forever Hate Roses
12. Somebody's Everything

Dell'album sono state pubblicate diverse edizioni con tracce bonus, versioni live di brani già pubblicati da Parton (I Will Always Love You, The Grass Is Blue, 9 to 5, Jolene, Two Doors Down, Baby I'm Burning) e ne è stata messa in commercio un'edizione "deluxe" con tre brani in studio inediti (Rose of My Heart, Hallelujah Holiday, Berry Pie).